# Daisuke Nakajima
Daisuke Nakajima (中島 大祐 Nakajima Daisuke; Aichi, Japón, 29 de enero de 1989) es un expiloto japonés de automovilismo. Es el segundo hijo de Satoru Nakajima y el hermano menor de Kazuki Nakajima.
Decidió seguir los pasos de su padre, empezando a correr en karts y otras categorías menores de Japón, ganando algunas de ellas. Comenzó su carrera en los karts en el circuito japonés, Nakajima se trasladó a los monoplazas en 2007, compitiendo en la serie japonesa de Fórmula Challenge. Terminó quinto en la general del campeonato con cuatro victorias, En 2008 fue ganador del Gran Premio de Macao Keisuke Kunimoto. En 2008 se presentó a todas las carreras, acabando noveno en la general. Después de haber probado con Räikkönen Robertson Racing durante la temporada baja de 2008, Nakajima se unió a ellos para la temporada 2009 para participar en el Campeonato Británico de Fórmula 3. Nakajima finalizó séptimo en la clasificación del campeonato, con su mejor resultado en Silverstone, en agosto, después de haber comenzado desde la pole position. Daisuke ha permanecido con el equipo para la temporada 2010.
En 2011, Nakajima volvió a Japón para competir en Fórmula Nippon con el equipo Nakajima Racing. Entre 2012 y 2017 participó en todas las temporadas de Super Fórmula, y desde 2012 hasta 2019 lo hace en Super GT GT500 con Honda.